# Félix Corrent
Félix Corrent (Ottange, 11 juni 1895 – Esch-sur-Alzette, 28 juni 1968) was een Luxemburgs graficus en kunstschilder.

## Leven en werk
Félix Corrent werd geboren in het Franse Ottange, als jongste zoon van Félix Corrent sr. en Amélie Hilbert. Het gezin verhuisde naar het Luxemburgse Rumelange, waar vader herbergier werd. Hij werd in 1904 genaturaliseerd tot Luxemburger. Felix jr. werd opgeleid aan de École d'artisans de l'État in Limpertsberg. Hij studeerde verder aan de École nationale des arts décoratifs in Parijs (1913-1914). Toen de Eerste Wereldoorlog uitbrak keerde hij terug naar Luxemburg. Na de oorlog vervolgde hij zijn studie aan de École nationale. In 1920 behaalde hij voor zijn schetsen en tekeningen de eerste prijs van de stad Parijs. In 1922 vestigde hij zich als zelfstandig kunstenaar in Rumelange. Hij trouwde in 1935 met Thérèse Brasseur.
Corrent schilderde en etste bloemen, landschappen en portretten. Hij sloot zich aan bij de Cercle Artistique de Luxembourg (CAL) en nam van 1917 tot 1938 deel aan de jaarlijkse salons. In 1926 ontving hij voor zijn etswerk de Prix Grand-Duc Adolphe. Naast zijn werk als kunstenaar was Corrent eigenaar van de COBRA-fabriek in Rumelange, waar glans- en poetsmiddelen werden gemaakt. Het bedrijf werd na zijn overlijden voortgezet door zijn weduwe.
Félix Corrent overleed op 73-jarige leeftijd en werd begraven in Rumelange. In 2007 werd ter gelegenheid van het eeuwfeest van de gemeente Rumelange een tentoonstelling gehouden met werk van oud-inwoners Corrent, Albert Hames, Emile Kirscht en Foni Tissen.
- Musée national d'archéologie, d'histoire et d'art: lkl000740